# 니캇푸역
니캇푸역(일본어: 新冠駅)은 일본 홋카이도 니캇푸 군 니캇푸정에 위치한 홋카이도 여객철도 히다카 본선의 철도역이다. 단선 승강장 1면 1선의 구조를 갖춘 지상역이다.

## 이용 현황
- 1981년도 : 129명
- 1992년도 : 132명

## 역 주변
- 국도 제235호선
- 니캇푸 정청
- 니캇푸 이화산
- 니캇푸 강
- 니캇푸 댐
- 니캇푸 온센

## 역사
- 1926년 12월 7일 : 히다카 척식 철도 아쓰가 역 - 시즈나이 역 간 연장 개통에 의해 다카에역으로서 개업.
- 1927년 8월 1일 : 히다카 척식 철도가 국유화에 의해, 일본국유철도로 이관. 선로명을 히다카 선으로 개칭, 그것에 의해 이 노선의 역이 된다.
- 1943년 11월 1일 : 선로명을 히다카 본선으로 개칭, 그것에 의해 이 노선의 역이 된다.
- 1948년 8월 1일 : 니캇푸역으로 개칭.
- 1977년 2월 1일 : 화물 취급 폐지.
- 시기 불명 : 업무 위탁화.
- 1984년
  - 2월 1일 : 소화물 취급 폐지.
  - 4월 1일 : 무인화.
- 시기 불명 : 간이 위탁 폐지, 완전 무인화.
- 1987년 4월 1일 : 일본국유철도 분할 민영화에 의해, 홋카이도 여객철도가 승계.
- 1999년 12월 17일 : 역사 개축. 동시에 도마코마이역 방면으로 이전.
- 2021년 4월 1일 : 폐역.

## 인접 역
| 홋카이도 여객철도 히다카 본선 | 홋카이도 여객철도 히다카 본선 | 홋카이도 여객철도 히다카 본선 |
| ----------------------------- | ----------------------------- | ----------------------------- |
| 셋푸 도마코마이 방면          | ■ 히다카 본선                 | 시즈나이 사마니 방면          |